# ألفارو روبيو
ألفارو روبيو (بالإسبانية: Álvaro Rubio)‏ (مواليد 18 أبريل 1979 في لوغرونو - إسبانيا) لاعب كرة قدم إسباني يلعب حاليا لصالح نادي الدرجة الأولى ريال بلد الوليد الإسباني منذ 2006 في مركز الوسط المدافع كما يجيد اللعب في مركز الوسط المحوري والأيمن .

## روابط خارجية
- ألفارو روبيو على موقع الاتحاد الدولي (مؤرشف)  (الإنجليزية)
- ألفارو روبيو على موقع قاعدة بيانات كرة القدم.إي يو (الإنجليزية)
- ألفارو روبيو على موقع Soccerway.com (الإنجليزية)
- ألفارو روبيو على موقع عالم كرة القدم.نت (الإنجليزية)
- ألفارو روبيو على موقع AS.com (الإسبانية)